# 向井武文
向井 武文（むかい たけふみ、1925年5月1日 - ?）は、日本の経営学者、東京経済大学教授を長く務め、おもに経営管理論の分野で業績を残した。

## 経歴
広島県安芸郡音戸町に生まれ、戦時下の1943年に広島県立呉第二中学校（後の広島県立呉宮原高等学校の前身）を卒業し、1944年に東京産業大学附属工業経営専門部に入学したが同年12月に徴兵され、陸軍第1航空軍第13航空教育隊に入隊し、以降、水戸市の陸軍航空通信学校学生などを経るが、軍隊生活の中で健康を害し、陸軍病院に入院する。
戦後、1947年に東京商科大学附属商学専門部に入学し、1949年に東京商科大学に入学、病気による休学を挟み1954年に卒業し、さらに一橋大学大学院商学研究科に進み、1956年に修士課程を修了した。一橋大学大学院では、藻利重隆の下で学んだ。
1956年に東京経済大学経済学部助手に採用され、1958年に助教授、1967年に教授へと昇任した。
学園紛争期の1970年に経営学部長となり、1972年に任期を終えた。この間、1970年11月14日には、学費値上げに反対する学生たちのよる全学ストライキの最中、学長室で学部長会議をしていたところ学生が学長室を封鎖して監禁状態にされるという一幕もあった。
1996年3月に定年退職を迎え、4月に名誉教授の称号を贈られた。

## 業績
若い頃に実業家を志望していた向井は、健康を害したことを契機に研究者への道を志すようになり、大学院へ進んだ。藻利重隆の下で経営学を学ぶ中で、科学的管理法に関心を寄せ、フレデリック・テイラーの研究に専念する。後には、テイラーを批判したオシップ・エルマンスキーの研究にも取り組み、1969年にこれらの成果を踏まえた著書『科学的管理の基本問題』を出版した。その過程では、テイラー・システムについての通説に異論を提起した土屋守章との間で、論争を展開した。
次いで、フリードリヒ・フォン・ゴットル＝オットリリエンフェルトによるフォード・システム批判の研究に着手し、それを通してフォーディズムの批判的解釈に取り組んで、1984年に著書『フォーディズムと新しい経営管理』を出版した。

## おもな著書
- 科学的管理の基本問題、森山書店、1970年
- フォーディズムと新しい経営管理、千倉書房、1984年